# Hochschul-Informations-System

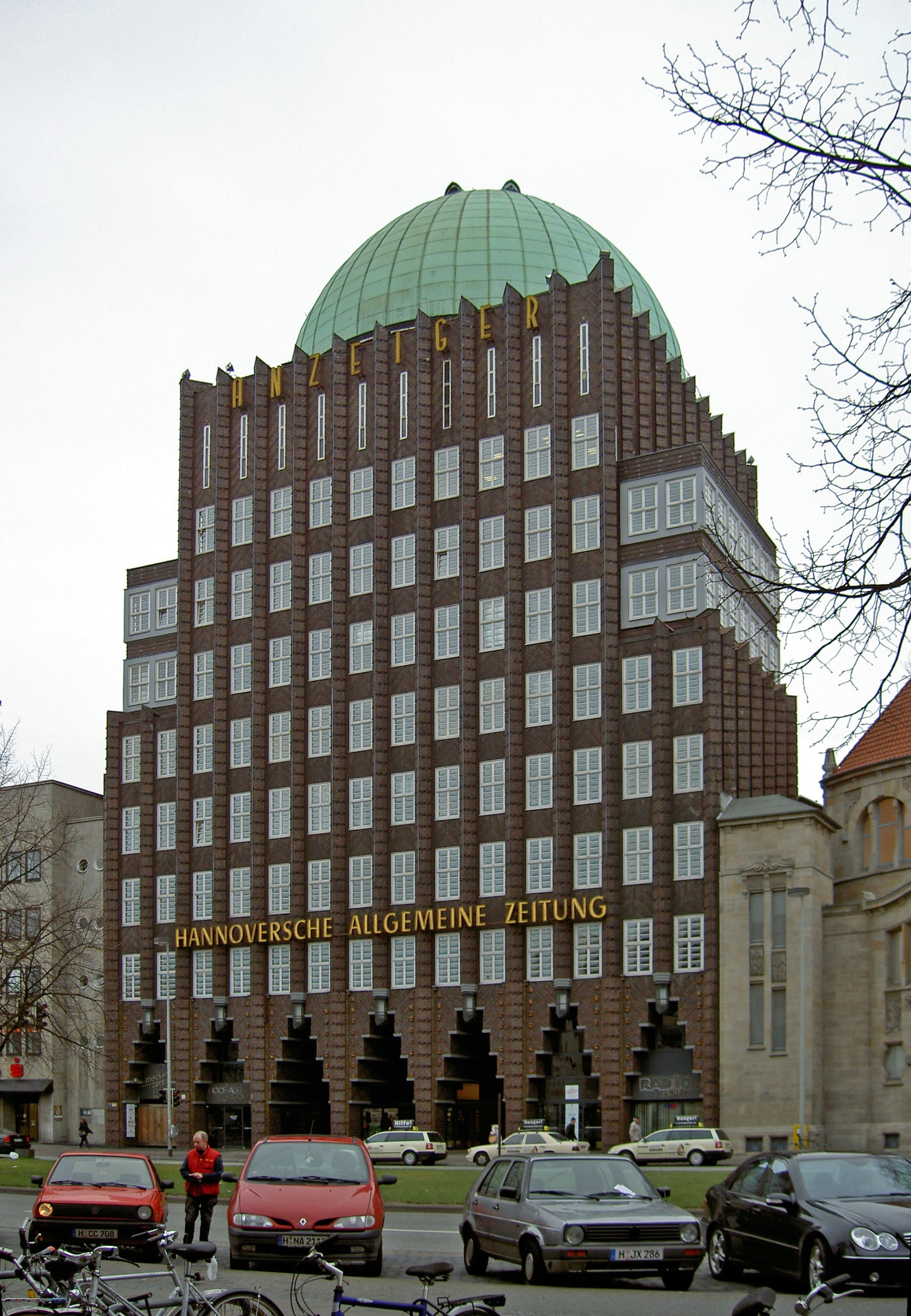
Hauptsitz der HIS eG im Anzeiger-Hochhaus

Die HIS Hochschul-Informations-System eG (bis zum 1. Mai 2014 GmbH) mit Sitz in Hannover unterstützt die staatlichen Hochschulen in Deutschland sowie die staatliche Hochschulpolitik im Bereich Hochschul-IT als Softwarehaus.

## Geschichte
HIS wurde 1969 von der VolkswagenStiftung als gemeinnützige Einrichtung gegründet und 1976 von Bund und Ländern als Gesellschafter übernommen. Der Bund hielt ein Drittel, die Länder zwei Drittel des Gesellschaftskapitals. HIS wurde als Bestandteil des deutschen Hochschulsystems konzipiert, wodurch ein langfristiges, kontinuierlich verfügbares und nicht an Gewinninteressen ausgerichtetes Leistungsangebot gewährleistet werden sollte.
Im September 2013 beschloss man erhebliche Umstrukturierungsmaßnahmen, in deren Folge HIS in eine Genossenschaft umgewandelt wurde. Der Bund, der vorher ein Drittel der Anteile hielt, verkaufte diese Anteile an die Länder. Die Organisationsform der Genossenschaft wurde von den Gesellschaftern der ehemaligen HIS GmbH aufgrund des Selbstverwaltungs- und Selbstverantwortungsprinzip als besonders hochschulfreundlich eingeschätzt. Die Hochschulen sind als Nutzer der Software in der Lage, direkten Einfluss auszuüben und Dienstleistungen und Produkte können zu günstigen Konditionen bereitgestellt werden. Aus den genannten Gründen entschied man sich gegen eine Privatisierung und für die Überführung in eine eingetragene Genossenschaft.
Seit dem 2. Mai 2014 ist HIS eine eingetragene Genossenschaft. Mitglieder der Genossenschaft sind mehr als 220 deutsche Hochschulen. Zentrales Organ der HIS eG ist die Generalversammlung. Vorstand und Aufsichtsrat der HIS eG sind durch Vertreterinnen und Vertretern aus Hochschulen besetzt. Neben der Bereitstellung von Verwaltungssoftware unterstützt die HIS eG ihre Mitgliedshochschulen bei der Digitalisierung, z. B. bei der Umsetzung des Onlinezugangsgesetzes.
Mit der Gründung der Genossenschaft im Jahr 2014 konzentrierte sich das Aufgabenfeld der HIS eG auf die Entwicklung und Bereitstellung von Software-Lösungen für die Hochschul-Verwaltung in Deutschland. Mitglieder der HIS eG sind deutsche staatliche Hochschulen und Länder, die zu gleichen Teilen stimmberechtigt sind. Die Organe und Gremien der HIS eG sind durch Vertreter aus den Mitgliedern besetzt. Die Corona-Pandemie von 2020 bis 2023 bedeutete einen Wandel im digitalen Arbeiten an den Hochschulen. Seitdem unterstützt die HIS eG ihre Mitglieder verstärkt bei Digitalisierungsvorhaben wie papierlosen Workflows und ortsunabhängigem Arbeiten.

## Organisation
Die Arbeitsbereiche der HIS eG sind auf die beiden Direktorien „Produktmanagement und Entwicklung“ sowie „Projekte und kaufmännische Services“ aufgeteilt. Alle Genossenschaftsmitglieder sind zu gleichen Teilen stimmberechtigt, in der Generalversammlung werden gemeinsame Beschlüsse gefasst. Die Beraterkreise sind mit Hochschulvertretern besetzt und beraten mit dem Vorstand über die Unternehmens- und Produktstrategie sowie die Entwicklungsplanung.

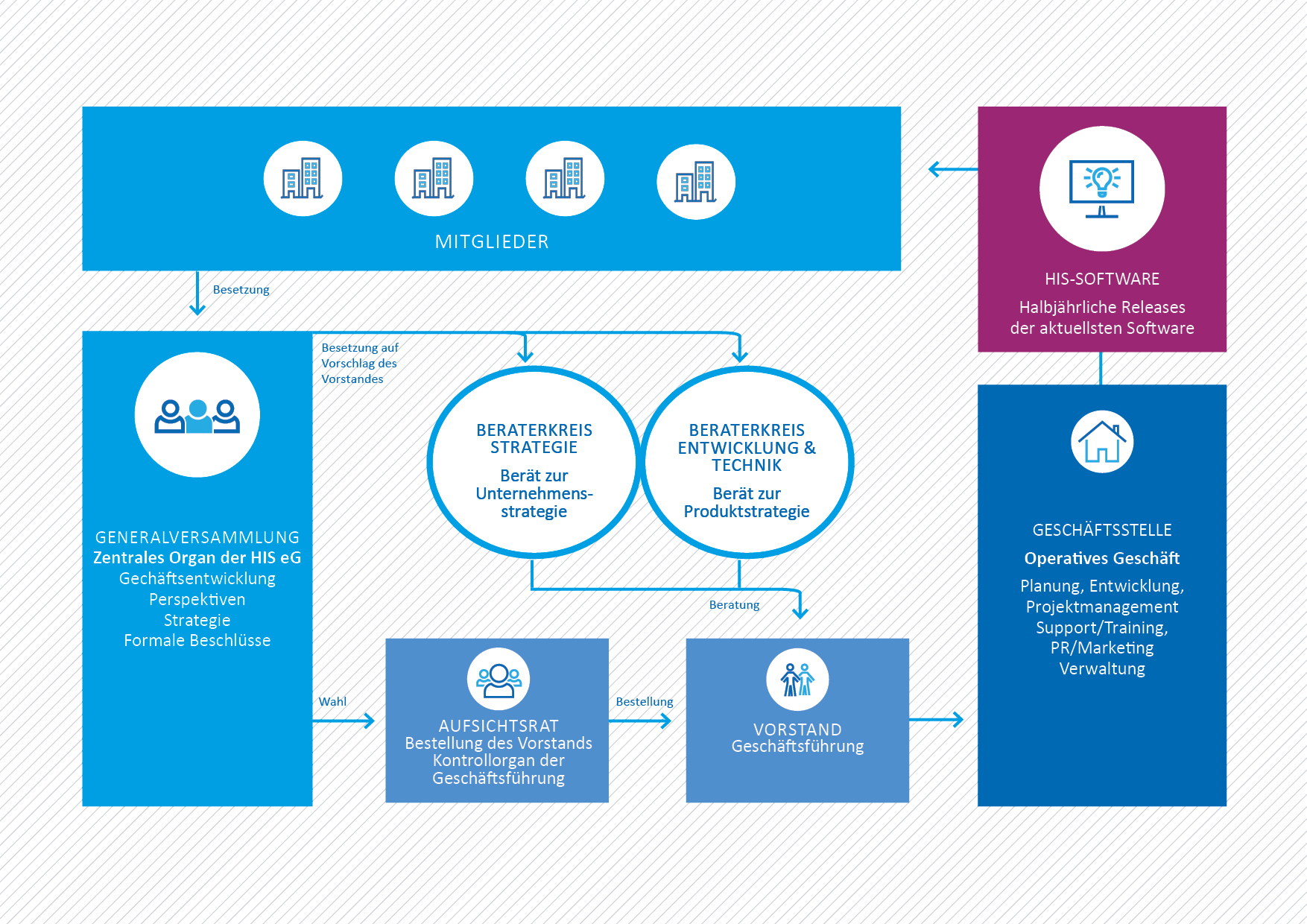
Die Prozesse innerhalb der HIS eG

### Generalversammlung
Die Generalversammlung ist das zentrale Organ der Genossenschaft und kommt mindestens einmal im Jahr zusammen. Sie fasst formale Beschlüsse, wählt den Aufsichtsrat sowie die Mitglieder der Beraterkreise. Dabei hat jedes Mitglied in der Generalversammlung eine Stimme.

### Aufsichtsrat
Der Aufsichtsrat berichtet als Kontrollgremium direkt an die Generalversammlung und bestellt den Vorstand. Die Mitglieder des Aufsichtsrates sind Vertreter und Vertreterinnen verschiedener Hochschulformen und werden von der Generalversammlung gewählt.

### Vorstand
Das operative Geschäft der HIS eG wird vom Vorstand geführt, der Entscheidungen zur Produktplanung und Geschäftspolitik in enger Absprache mit den Beraterkreisen der HIS eG trifft.

### Beraterkreise
Die Beraterkreise „Strategie“ und „Entwicklung & Technik“ sind als Gremien in der Satzung der HIS eG verankert. Durch die Besetzung mit Vertretern und Vertreterinnen der Mitgliedshochschulen sind sie ein wichtiges Bindeglied zwischen den Hochschulen und der HIS-Geschäftsstelle und unterstützen bei Entscheidungen zur Produktentwicklung, Releaseplanung und zur strategischen Ausrichtung.

## Aufgaben
HIS ist seit 1969 im Bereich der Hochschul-IT tätig und als Softwarehaus der Hochschulen spezialisiert auf Hochschulinformationssysteme. HIS bildet den gesamten Softwarebedarf der Hochschulen im Bereich des studentischen Lebenszyklus und des Managements personeller und sächlicher Ressourcen ab.
Seit 2008 ist die webbasierte integrierte Software-Generation HISinOne im Einsatz. Heute nutzt ein Großteil der Mitgliedshochschulen HISinOne für die Abbildung des Campus- und Forschungsmanagements. Mit dem Hochschul-ERP steht ein hochschulspezifisches Ressourcenmanagement zur Verfügung.
Die erste Basis für die Verwaltungssoftware bildete im Jahr 1978 das „Prüfungsoperationssystem“ (HISPOS). Hieraus entwickelte sich in den folgenden Jahren ein integriertes HIS-Online-Portal in den Bereichen Zulassung (QISZUL), Studentenverwaltung (QISSOS) sowie Lehre, Studium und Forschung (LSF) mit einer webbasierten Basisarchitektur. Mit der Entwicklung von HISinOne wurden die HIS-Produkte auf eine moderne technische Basis umgestellt, um den Anforderungen der Hochschulverwaltung gerecht zu werden.

## Hochschulforschung und Hochschulentwicklung
Am 1. September 2013 wurde das Deutsche Zentrum für Hochschul- und Wissenschaftsforschung (DZHW) durch Ausgliederung des HIS-Instituts für Hochschulforschung gemeinsam mit der HIS-Abteilung Hochschulentwicklung aus der HIS GmbH gegründet.
Zum 1. Januar 2015 haben alle 16 Bundesländer das HIS-Institut für Hochschulentwicklung e. V. (HIS-HE) gegründet und die ehemalige HIS-Abteilung Hochschulentwicklung in dieses Institut überführt.

## Kritik
Nach Recherchen von Heise Online seien seit 2011 in den Systemen der HIS eG hinterlegte personenbezogene Daten hunderttausender Studierender online frei abrufbar gewesen. Dabei soll es sich um Namen, Adressen, Geburtsdaten und Matrikelnummern von Studierenden vom Wintersemester 1991/1992 bis zum Sommersemester 2020 gehandelt haben. Der Fehler sei nach Hinweis eines Hochschuladministrators im März 2020 drei Tage später behoben worden. Nicht alle Hochschulen spielten das Update unverzüglich ein, so dass auch sechs Tage nach Meldung noch Daten von über 600.000 Studierenden abrufbar waren.